# Baitudian
Baitudian (kinesiska: 白土店, 白土店乡) är en socken i Kina. Den ligger i provinsen Henan, i den centrala delen av landet, omkring 270 kilometer sydost om provinshuvudstaden Zhengzhou. Antalet invånare är 34 909. Befolkningen består av 17 236 kvinnor och 17 673 män. Barn under 15 år utgör 25,0 %, vuxna 15-64 år 66 %, och äldre över 65 år 7,0 %.
Genomsnittlig årsnederbörd är 1 143 millimeter. Den regnigaste månaden är augusti, med i genomsnitt 184 mm nederbörd, och den torraste är december, med 16 mm nederbörd.